# Migrant mediambiental

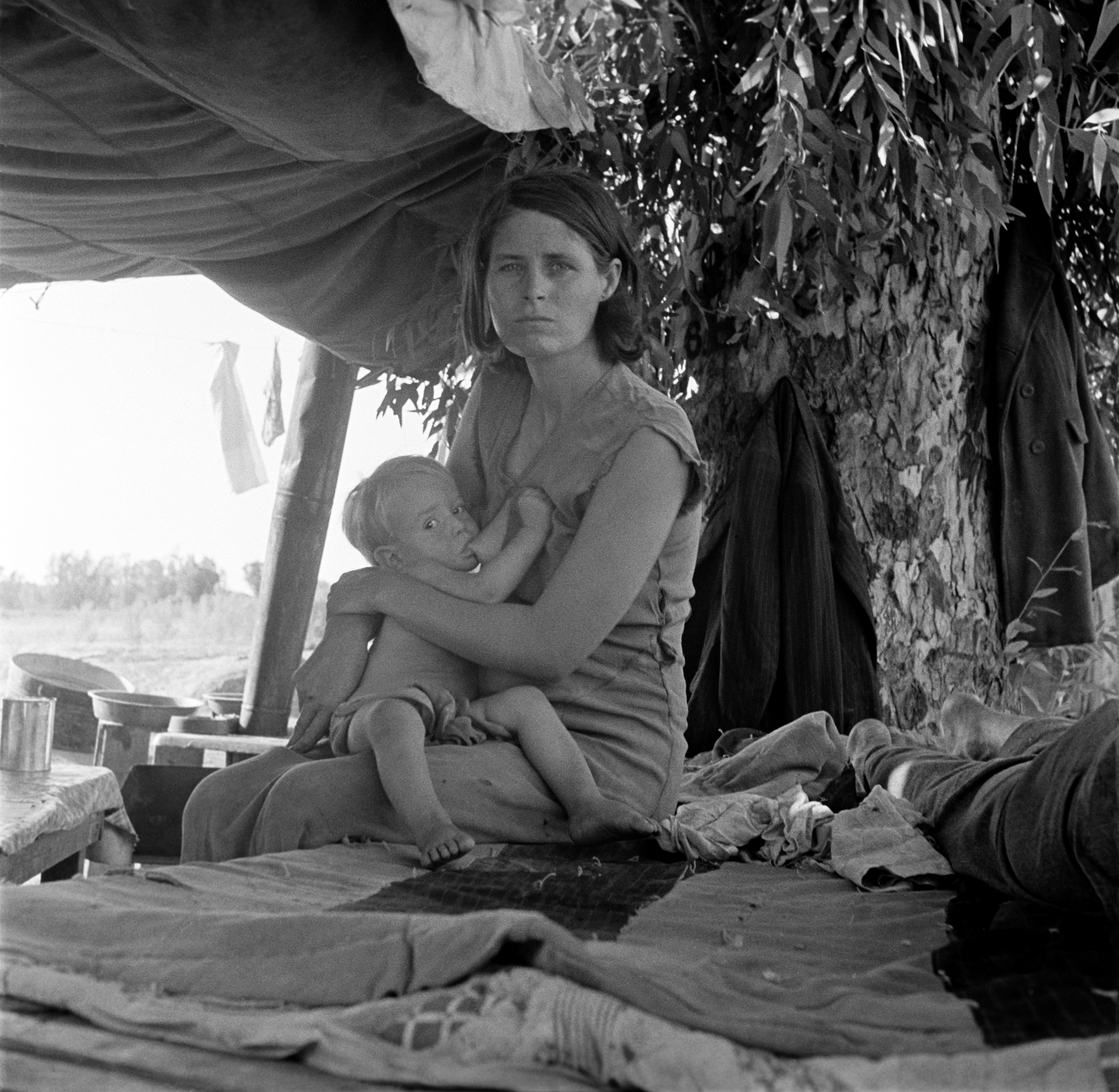
Refugiats mediambientals d'Oklahoma a un càmping de Califòrnia el 1936

Un migrant mediambiental, refugiat climàtic o emigrant ambiental és una persona obligada a migrar o ser evacuada de la seva regió d'origen per canvis ràpids o a llarg termini del seu hàbitat local, la qual cosa inclou sequeres, desertificació, la pujada del nivell del mar (és a dir, les conseqüències del canvi climàtic). Segons diverses fonts, encara no és possible determinar correctament aquest tipus de migració forçosa, en tant que no s'ha definit una manera que permeti distingir als immigrants ambientals dels migrants econòmics o refugiats polítics.
En la dècada de 1990 el nombre de refugiats ambientals era de devers 25 milions. El Grup Intergovernamental d'Experts sobre el Canvi Climàtic (IPCC) calcula que existiran 150 milions de refugiats devers l'any 2050, fruit de les inundacions costaneres, l'erosió costanera i els trastorns agrícoles (150 milions significa l'1,5 % de la població mundial estimada per a l'any 2050, uns 10 mil milions).
Malgrat els problemes de definició i l'absència de proves clares, la migració ambiental ha augmentat notablement en la primera dècada del segle xxi, convertint-se en tema de preocupació dels responsables polítics, científics socials i ambientals, els quals estan realitzant un exhaustiu intent de conceptualitzar les possibles ramificacions socials del canvi climàtic i en general de l'impacte ambiental.

## Història del concepte
La denominació de Refugiat Ambiental va ser utilitzada per primera vegada per Lester Brown en 1976. Més tard, han sorgit els termes "emigrant ambiental", i tota una branca de similars categories, tals com "emigració forçosa ambiental", "emigració motivada per l'ambient" o "refugiat climàtic", d'entre altres. Les discrepànices entre aquests termes són menys importants que el que tenen en comú: tots ells defensen l'existència d'una relació determinable entre els factors ambientals i la migració humana, són motius útils per a l'anàlisi, rellevants per a la política i, possiblement, per a l'expansió de la branca legal coneguda com a Dret del refugiat.
L'Organització Internacional per a les Migracions proposa la següent definició per als immigrants del medi ambient:
| « | Els Migrants ambientals són persones o grups de persones que, per raons imperioses de canvis sobtats o progressius en el medi ambient que afecten negativament a la vida o les condicions de vida, es veuen obligats a abandonar les seves llars habituals, o decideixen fer-ho, sigui de forma temporal o permanentment, i desplaçar-se sigui dins del seu país o cap a l'estranger. | » |

## Prediccions i intents de quantificació
En les darreres dècades del segle xx, s'han donat nombrosos intents de quantificar els "immigrants del medi ambient/refugiats". Jodi Jacobson (1988) és citat com el primer investigador a enumerar el tema, indicant que existeixen fins a 10 milions de "refugiats ambientals". Sobre la base de «els pitjors escenaris» sobre l'ascens del nivell del mar i les catastròfiques conseqüències del canvi climàtic, va argumentar que els "refugiats ambientals" seran sis vegades més nombrosos que els refugiats polítics. (1988: 38). En 1989, Mustafa Tolba, el director executiu del PNUMA, va afirmar que «fins a 50 milions de persones podrien convertir-se en refugiats ambientals» si el món no actua per impulsar el desenvolupament sostenible (Tolba 1989: 25). En 1990, el Panell Intergovernamental d'observadors del Canvi climàtic (IPCC 1990: 20) van declarar que la més gran i simple conseqüència d'aquest fenomen seran les migracions, «amb milions de persones desplaçades per l'erosió de la línia de costa, les inundacions costaneres i la greu sequera» (Warner & Laczko: 2008: 235). A mitjan dècada dels 90 del segle 20, Norman Myers es va convertir en el defensor més prominent d'aquesta escola "maximalista" (Suhrke 1993), donant a conéixer l'existència de 25 milions de refugiats ambientals en la dècada de 1990, i afirmant que aquesta xifra podria duplicar-se per a l'any 2010, amb un límit superior de 200 milions en 2050 (Myers 1997). Myers va argumentar que les causes que provoquen els desplaçaments per causes ambientals inclouen la desertificació, la falta d'aigua, la salinització de les terres de regadiu i l'esgotament de la biodiversitat. També va llançar una hipòtesi sobre la quantitat de futurs refugiats, que va estimar de 30 milions a la Xina, 30 milions a Índia, 15 milions a Bangladesh, 14 milions a Egipte, 10 milions en altres zones dels deltes i zones costaneres, 1 milió en els Estats insulars, i 50 milions de desplaçats del món agrícola (Myers & Kent 1995) per 2050. Més recentment, Myers ha suggerit que la xifra per 2050 podria ser tan alta com 250 milions (Ajuda Cristiana 2007: 6).

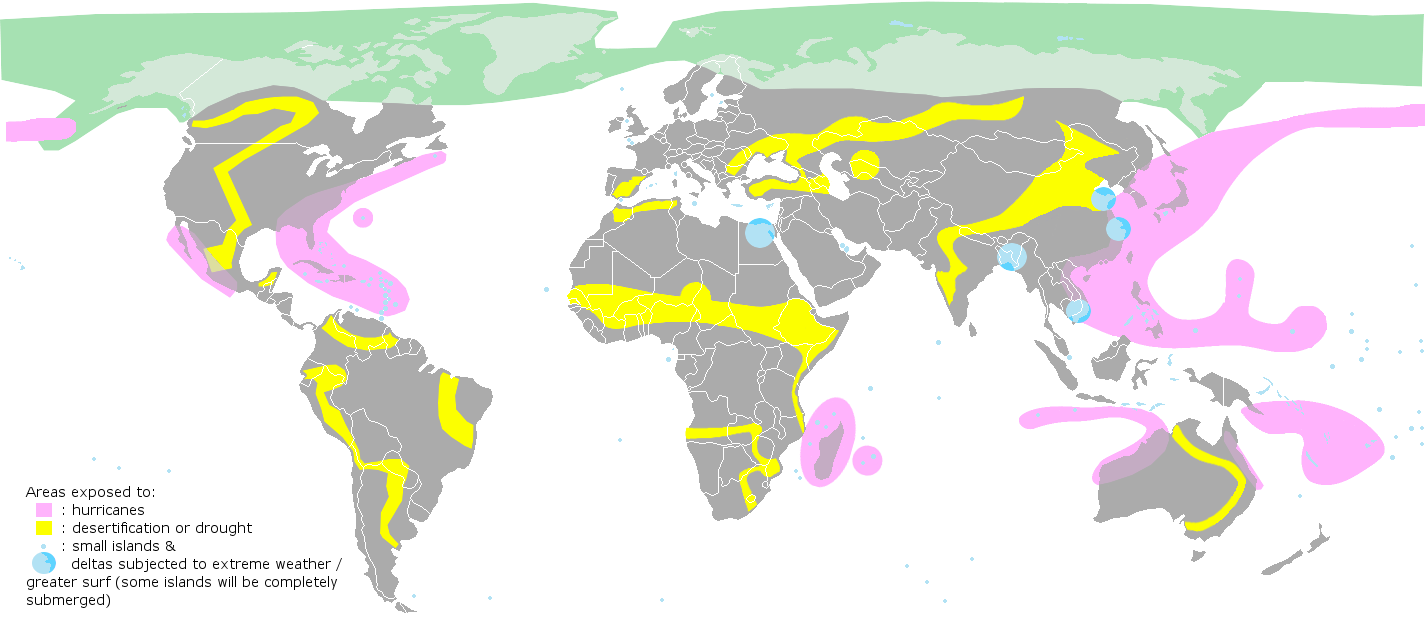
Mapa que mostra els desastres naturals causats/agreujats per l'escalfament global i, per tant, els llocs més exposats a aquest tipus de migració.

## Tipus
L'Organització Internacional per a les Migracions proposa tres subtipus:
- Immigrants per emergència ambiental són persones que fugen temporalment a causa d'un desastre ambiental o a esdeveniments ambientals bruscos. (Per exemple: algú obligat a abandonar la seva llar a causa d'un huracà, tsunami, terratrèmol, etc.)
- Immigrants forçosos ambientals, migrants forçats: les persones que han d'abandonar a causa de la deterioració de les condicions ambientals. (Per exemple: algú obligat a abandonar a causa d'una lenta deterioració ambiental com la desforestació, la deterioració de la costa, etc.)
- Immigrants motivats per l'ambient també coneguts com a migrants econòmics induïts per l'ambient: les persones que opten per deixar les seves llars per evitar futurs problemes. (Per exemple: persones que emigren a causa de la disminució de la productivitat dels cultius causats per la desertificació)

## Problemes conceptuals i crítiques
Gran part de la literatura produïda sobre la "migració ambiental" és alhora emotiva i de sentit comú i, per tant, s'ha generalitzat el seu ús en els mitjans de comunicació i entre els responsables polítics, científics no-socials i científics socials neo-malthusians.
No obstant això, no hi ha evidència que el concepte pot ser utilitzat per aconseguir les veritats generals. En resum, això es deu al fet que qualsevol factor ambiental és significatiu en l'àmbit social, amb importants contingències socioeconòmiques i polítiques. En altres paraules, és impossible aïllar un factor ambiental com una variable independent de la qual deduir el seu impacte en una determinada forma d'activitat social, perquè sigui acceptable de forma general, la relació serà diferent en funció de cada circumstància específica.

## Perspectives polítiques i legals
L'Organització Internacional per a les Migracions (OIM) preveu l'augment global de les migracions com a resultat de l'acceleració del canvi climàtic. Es recomana, aleshores, que els polítics de tot el món prenguin una postura proactiva respecte a la matèria.
La Fundació de Justícia Mediambiental (FJM) ha argumentat que les persones que es veuran obligades a desplaçar-se a causa del canvi climàtic en l'actualitat no tenen un adequat reconeixement en el dret internacional. La FJM sosté que cal un nou instrument jurídic multilateral per atendre específicament les necessitats dels "refugiats climàtics" a fi d'atorgar protecció a les persones que fugen de les seves llars per raons mediambientals. En 2020, el Comitè de Drets Humans de l'ONU va declarar en una decisió històrica que asseurà precedent que els països no poden deportar a les persones que enfronten condicions induïdes pel canvi climàtic.
També han afirmat que els països en desenvolupament necessiten finançament addicional per adaptar-se al canvi climàtic i a les adversitats que aquest provoca. Sujatha Byravan i Sudhir Xella Rajan han advocat per l'ús de "exiliats del clima" i la signatura d'acords internacionals per donar-los drets polítics i jurídics, inclosa la ciutadania en altres països, tenint en compte les responsabilitats d'aquests països i les seves capacitats.
En alguns casos, el canvi climàtic pot conduir a conflictes entre els països que, a conseqüència de les inundacions o altres condicions produeixin un gran nombre de refugiats, i els països limítrofs a aquests, que podrien construir tanques per mantenir allunyats a aquests refugiats. La frontera entre Índia i Bangladés cada vegada aquesta més delimitada per la Barrera indo-bangladesí en construcció per l'Índia, i els estudis suggereixen la possibilitat de conflictes violents arreu de les persones que fugen de les zones afectades per la destrucció de la terra cultivable. La migració actual ja ha donat lloc a conflictes de baixa escala.

## Cultura popular

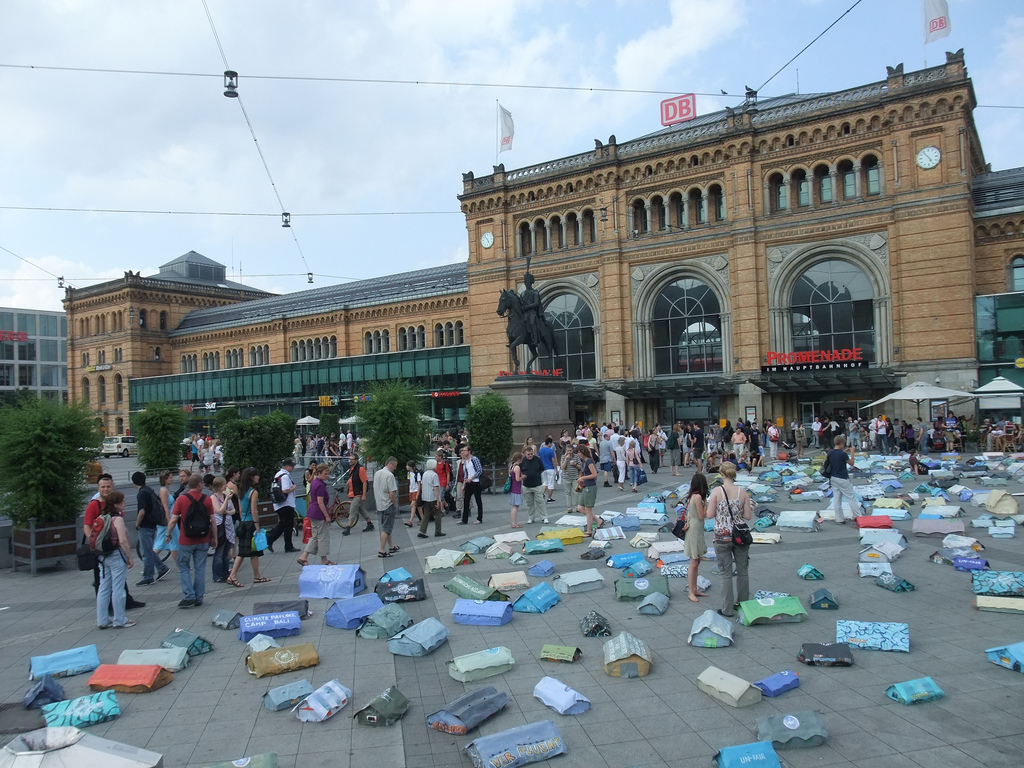
Camp Mundial de Refugiats Climàtics de l'artista alemany Hermann Josef Hack a Hannover displaying amb 600 petites tendes de campanya.

Malgrat les preocupacions pel que fa a la seva capacitat establir una relació entre els conductors de l'ambient i la migració humana, la noció d'"emigrants ambientals", i sobretot de 'refugiat climàtic', ha guanyat força en la cultura popular. Un documental titulat Els refugiats del clima, ha estat produït i es dedica, sense sentit crític, a les interpretacions neo-malthusianas del canvi climàtic, oferint un nexe entre el clima i la migració. "Els refugiats del clima" aquesta en la selecció oficial de films pel Sundance Film Festival de 2010.
Des de 2007, l'artista alemany Hermann Josef Hack ha exposat el seu Campament Mundial de Refugiats Climàtics als centres de diverses ciutats europees. El campament model, fet amb un valor aproximat de 1000 tendes de campanya en miniatura, és una intervenció d'art públic que mostra els impactes socials del canvi climàtic.